# Michael Waligora
Michael Waligora (3 gennaio 1990) è un ex sciatore d'erba e sciatore alpino ceco.

## Biografia
Waligora iniziò la carriera gareggiando nello sci d'erba, iniziando a partecipare a gare FIS nel giugno del 2005; in Coppa del Mondo ha esordito il 19 agosto 2006 a České Petrovice in slalom speciale (9º), ha ottenuto il suo miglior piazzamento l'11 agosto 2007 nella medesima località in slalom gigante (7º) e ha disputato l'ultima gara il giorno successivo, sempre a České Petrovice, in slalom speciale (8º). Si è ritirato al termine di quella stessa stagione 2007-2008 e la sua ultima gara nello sci d'erba è stata uno slalom gigante FIS disputato a Čenkovice il 15 agosto, chiuso da Waligora al 9º posto.
Nello sci alpino, dove comunque aveva iniziato a partecipare a gare FIS dal dicembre del 2005, Walligora ha partecipato a due gare di Coppa Europa il 9 e il 10 novembre 2009 a Reiteralm in supergigante, in entrambi i casi senza completare la prova; ha preso per l'ultima volta il via nella disciplina in occasione di uno slalom speciale FIS disputato il 13 marzo 2022 a Karlov pod Pradědem. Non ha debuttato in Coppa del Mondo né preso parte a rassegne olimpiche o iridate.

## Palmarès

### Sci d'erba

#### Mondiali juniores
- 3 medaglie:
  - 1 argento (slalom gigante a Welschnofen 2007)
  - 2 bronzi (slalom speciale, combinata a Horní Lhota 2006)

#### Coppa del Mondo
- Miglior piazzamento in classifica generale: 28º nel 2007

### Sci alpino

#### Campionati cechi
- 2 medaglie:
  - 1 argento (supergigante nel 2013)
  - 1 bronzo (supercombinata nel 2013)